# Polystichum manmeiense
Polystichum manmeiense là một loài thực vật có mạch trong họ Dryopteridaceae. Loài này được (H. Christ) Nakaike miêu tả khoa học đầu tiên năm 1982.